# Панушка, Ярослав
Ярослав Панушка (чеш. Jaroslav Panuška, 3 марта 1872, г. Горшовиц — 1 августа 1958, д. Коханов близ г. Светла-над-Сазавоу) — чешский художник-академист.

## Жизнь и творчество
Ярослав Панушка родился в семье инженера. Писать акварели начал в возрасте восьми лет. После окончания гимназии в Праге Ярослав в 1889 году поступает в местную Академию художеств, где обучался под руководством профессоров Максимилиана Пирнера и Юлиуса Маржака. Окончил Академию в 1896 году. После окончания образования Ярослав Панушка много рисует в различных районах Чехии, совершает путешествие по Балканам. В 1906 году он отправляет на Лондонскую выставку свою картину «Вид на Йиндржихув Градец». В 1910 году в городском музее в Градец-Кралове состоялась персональная выставка работ Ярослава Панушка, на которой было представлено 102 его произведения. Кроме живописи, художник увлекался книжным иллюстрированием, особенно по фантастической, сказочной и «хоррор»-тематике; создавал графические изображения старинных городских центров и улочек. Был членом «Союза художников Манеса».
В 1923 году художник покупает дом в Светла над Сазавой и устраивает там свою художественную мастерскую. В 1926 году он в пражской Рубешовой галерее выставляет своё монументальное полотно «Победа гуситов над крестоносцами у Бегани». В 1955 году Ярославу Панушку было присвоено звание Заслуженного художника Чехословакии.
В 1920-е годы Ярослав Панушка был близким другом писателя Ярослава Гашека и художника Франтишека Елинека. Именно с подачи Панушки Гашек перебирается из Праги в Липнице, где в отрыве от помех пражской богемы резко активизирует работу над «Швейком». В одной из вставных баек романа Гашек вскользь упоминает его как хозяина героя истории, некоего подмастерья по имени Матей.